# Taylor Russell
Taylor Russell McKenzie, född 18 juli 1994 i Vancouver i British Columbia, är en kanadensisk skådespelare.
Russell har bland annat medverkat i filmerna Escape Room och Mother, Couch.

## Filmografi (i urval)
- 2018–2021 – Lost in Space (TV-serie) (28 avsnitt)
- 2019 – Escape Room
- 2021 – Escape Room 2: No Way Out
- 2022 – Bones and All
- 2023 – Mother, Couch